# Last Train to Clarksville
«Last Train to Clarksville» — песня американской поп-рок-группы The Monkees из их дебютного одноимённого альбома. Также она была выпущена в качестве дебютного сингла коллектива с песней «Take a Giant Step» на стороне Б. Песню написали Томми Бойс и Боб Харт для сериала «The Monkees».
Выпуск сингла стал крайне успешным: в США он стал золотым, также песня попала во множество хит-парадов по всему миру. Песня была написана с антивоенным посылом на пике Вьетнамской войны, в ней поётся о молодом человеке, желающем встретиться со своей девушкой в Кларксвилле, штат Теннесси, перед отправкой на войну. По словам Микки Доленца, ускоренный темп и оптимистичное звучание позволили прикрыть сильный антивоенный посыл, иначе бы карьера The Monkees закончилась так же быстро, как и началась.

## Позиции в чартах
| Страна         | Организация                        | Позиция |
| -------------- | ---------------------------------- | ------- |
| Австралия      | ARIA Charts                        | 5       |
| Бразилия       | Pro-Música Brasil                  | 2       |
| Германия       | GfK Entertainment Charts           | 29      |
| Великобритания | Official Charts Company            | 23      |
| США            | Billboard                          | 1       |
| Ирландия       | IRMA                               | 5       |
| Испания        | Productores de Música de España    | 20      |
| Канада         | Canadian Hot 100                   | 1       |
| Нидерланды     | Nederlandse Top 40                 | 14      |
| Финляндия      | Suomen virallinen lista            | 10      |
| Франция        | SNEP                               | 7       |
| Швеция         | Sverigetopplistan                  | 2       |
| ЮАР            | Recording Industry of South Africa | 16      |
| Япония         | Oricon                             | 2       |

## Участники записи
- Микки Доленц — вокал
- Питер Торк и Дэви Джонс — бэк-вокал
- Томми Бойс — акустическая гитара
- Луи Шелтон — лид-гитара
- Уэйн Эрвин и Герри МакГи — электрогитара
- Ларри Тейлор — бас-гитара
- Билли Льюис — ударные
- Джин Эстес — перкуссия